# Leonardo della Rovere (1445-1475)

Stemma dei Della Rovere

Leonardo della Rovere (Savona, 1445 – 11 novembre 1475) è stato un nobile italiano.

## Biografia
Nipote di Sisto IV e cugino di Giulio II, nacque presumibilmente a Savona verso la metà del sec. XV, da Bartolomeo, il secondo dei figli di Leonardo, e non da Raffaele della Rovere, come talvolta è detto erroneamente.
Unica notizia relativa alla sua giovinezza, che probabilmente trascorse in Savona prima dell'elevazione al soglio pontificio dello zio, il giudizio del Doge di Genova Battista Fregoso, in base al quale Leonardo, ancora giovinetto, avrebbe preteso di dover essere chiamato conte e che avrebbe sposato solo una fanciulla di sangue reale, meritandosi per questo la derisione dei propri concittadini. Divenuto papa Francesco della Rovere nell'agosto del 1471, Leonardo entrò subito nell'esercito pontificio, dove servì come condottiero, dal settembre seguente, quando ricevette il primo pagamento nelle mani di Gaspare da Castello, suo cancelliere, almeno fino al gennaio dell'anno dopo.
A questo periodo datano le spese, gravanti sui conti della Camera apostolica, per l'acquisto di sgabelli, tavole, letti e altre cose per la sua casa e la cucina, al quale provvide lo stesso cubiculario del papa, Girolamo Giganti.
Il 17 febbraio 1472, in seguito alla morte di Antonio Colonna, Leonardo fu nominato dallo zio prefetto di Roma. Rivestito delle insegne militari, del piviale e della corona dalle mani dello stesso pontefice, durante una solenne liturgia in S. Pietro, prestò giuramento il 22 dello stesso mese ed il giorno successivo prese possesso della propria abitazione in Campo dei Fiori, recandovisi a cavallo, scortato da un nutrito corteo di curiali e di cittadini, come appare nella descrizione della cerimonia, fatta da Gaspare Biondo (in Reg. Vat. 656, ff. 95v-98r). Da allora iniziano i pagamenti a Leonardo, in qualità di prefetto, ai suoi soldati ed ai due trombettieri al suo servizio, uno dei quali è Niccolò di Amelia. Secondo la testimonianza di Stefano Infessura, in contrasto con la precedente, riportata dall'Adinolfi, Leonardo detto il Piccinino perché "era un homo molto piccolo; et lo intellecto corrispondeva alla persona", dopo che fu fatto prefetto, abitò una casa nei pressi di S. Pietro in Vincoli, passata in seguito a Caterina Margani.
Circa un mese dopo la nomina, sposò Giovanna, la figlia di Ferdinando d'Aragona, re di Napoli, e con il matrimonio ottenne i ducati di Sora ed Arce (ma la signoria si estendeva a numerose altre località vicine), il marchesato di Arpino, nonché di "conestabile del Regno di Sicilia al di qua del Faro". Le nozze avvennero alla fine del mese di marzo 1472 (del 28 marzo è il diploma con cui Ferdinando lo adottò nella famiglia d'Aragona); così si deduce da due lettere inviate dal cardinale Giacomo Ammannati Piccolomini ad Angelo di Cave, vescovo di Tivoli, il 13 marzo ed al cardinale Marco Barbo, patriarca di Aquileia, il 26 dello stesso mese, dove l'Ammannati parla del prossimo matrimonio del nipote del papa con la figlia naturale del re di Napoli. Il nome di quest'ultima è noto, a sua volta, da una lettera di Sisto IV a "Giovanna d'Aragona duchessa di Arce e Sora", del 18 novembre 1474, con cui il pontefice la esortava a sopportare l'assenza da Napoli del marito, trattenuto per certi affari in Curia.
Leonardo fu inviato nel luglio seguente a sedare dei disordini avvenuti a Todi, come c'informa nuovamente l'Ammannati, scrivendo a Giovanni Antonio Campano il 5 luglio 1472. Si trattenne, quindi a Roma tra il 1473 e il 1474 (si occupo, tra l'altro, in questo periodo, dell'acquisto di pietre preziose per il papa), come è provato, oltre che dalla carica che egli ricopriva, da alcuni instrumenta notarili, dai quali risulta l'acquisto da Rodolfo Baglioni da Perugia di alcune case site nel rione S. Angelo, "in platea Piscine", per 2.000 ducati papali d'oro, rivendute poi per lo stesso prezzo a Ludovico Mattei del rione Trastevere. Il 9 settembre 1474 si trovava ancora a Roma, dove, insieme con Girolamo Riario, scortava Federico duca di Montefeltro immediatamente dopo la nomina di quest'ultimo a generale delle truppe della Chiesa.
Di questi anni, dal 1472 all'aprile 1474, sono anche le poche lettere del Della Rovere a Lorenzo de' Medici, dalle quali risulta il suo breve soggiorno, nell'estate del 1473, a Bagni ad Acqua, nelle Colline di Lari.
Da una seconda lettera di Sisto IV, inviata a Ferdinando di Aragona il 7 marzo 1475, con cui il pontefice lo consolava per la morte della figlia, si può collocare la morte di Giovanna poco prima di questa data. Leonardo la seguì nella tomba l'11 novembre dello stesso anno, la medesima data che porta l'orazione funebre tenuta per lui da Francesco da Toledo, vescovo di Coira e stampata più volte nel decennio seguente da diverse tipografie romane. Il 17 dicembre seguente, Sisto IV nomino a succedergli, nella carica di prefetto, il cugino, Giovanni della Rovere, che mantenne per sé il titolo di duca di Sora ed Arce.

## Discendenza
È improbabile che Leonardo abbia avuto dei figli dal matrimonio con Giovanna d'Aragona; la loro morte avrebbe comunque preceduto quella dei genitori. Restano invece notizie di Tiberio della Rovere, suo figlio naturale, che, nonostante l'illegittimità dei natali, ottenne da Sisto IV nel 1477 il diritto di ereditare i beni paterni.